# Октябрьский (Ярославская область)
Октябрьский — посёлок, центр Октябрьского сельского поселения Рыбинского района Ярославской области и Октябрьского сельского округа.
Посёлок расположен при пересечении рекой Сонохта автомобильной дороги Р151 Рыбинск — Ярославль, он стоит на южной стороне дороги и в основном на левом (западном) берегу реки.
Выше по течению Сонохты, к юго-западу от Октябрьского стоит село Панфилово. Ниже по течению на левом берегу Сонохты, к северу от автомобильной дороги стоит деревня Андреевское. Дорога в сторону Рыбинска около 4 км следует лесом после чего выходит к деревне Наумовское, которая относится уже к Волжскому сельскому поселению.
В посёлке имеются магазины и кафе, действует средняя школа.
Почтовое отделение, расположенное в посёлке, обслуживает посёлок и ряд населённых пунктов..
| 2007 | 2010  |
| ---- | ----- |
| 2376 | ↘2254 |

## История
Посёлок был построен в конце 1970-х годов по единому проекту и предназначался для птицефабрики «Ярославский бройлер», которая является одним из ведущих сельскохозяйственных предприятий области. Посёлок застраивался многоквартирными домами — двухэтажными кирпичными и панельными пятиэтажными серии 111-121.
До строительства посёлка на его месте стояло две деревни: Кнутовка на левом берегу Сонохты и Обрезково на правом. Деревня Обрезкова указана на плане Генерального межевания Борисоглебского уезда 1792 года. Однако её нет в списке населённых пунктов к Романово-Борисоглебского уезда 1859 года.